# Ураган (РСЗО)
9К57 «Урага́н» — советская реактивная система залпового огня (РСЗО) калибра 220 миллиметров.
Данный комплекс был принят на вооружение в 1975 году. Главный конструктор системы — Александр Никитович Ганичев. Главный конструктор боевой машины — Ю. Н. Калачников. Боевая и транспортно-заряжающая машина базируются на модернизированном шасси грузового автомобиля ЗИЛ-135ЛМ. Количество снарядов в залпе одной боевой машины: 16 штук. Время залпа с одной боевой машины — 20 секунд. Масса боевой машины — 20 тонн, реактивного снаряда — 280 кг. Расчёт боевой машины — 4 человека. В Вооружённых силах СССР РСЗО «Ураган» состояли на вооружении реактивных артиллерийских полков округов, артиллерийских дивизий и общевойсковых армий.
В Вооружённых силах России РСЗО «Ураган» стоят на вооружении артиллерийских полков и  бригад общевойсковых армий. Данная РСЗО входит в армейский комплект артиллерии. В каждом по 1 реактивному артиллерийскому дивизиону (8 единиц). Батарея имела в своём составе по 6 БМ 9П140 и ТЗМ 9Т452, 1 БТР-80, 1 Урал-4320. В состав дивизиона входили 3 батареи, 1 БТР-80, 1 Урал-4320, 1 ЗиЛ-130 (ремонтные мастерские), 1 РЛС «Зоопарк» (для пристрелки и контрбатарейной борьбы). Командные машины дивизиона и батарей оборудованы КСАУО «Капустник».

## Назначение
Система предназначена для поражения различных площадных целей:
- открытой и укрытой живой силы;
- небронированной, легкобронированной и бронированной техники мотопехотных и танковых рот;
- артиллерийских подразделений;
- тактических ракет;
- зенитных комплексов;
- вертолётов на стоянках;
- командных пунктов;
- узлов связи;
- объектов военно-промышленной инфраструктуры.

## Варианты
- 9К57 Ураган: базовый вариант на шасси ЗИЛ-135ЛМ.
- 9К512 Ураган-1М: боевая и транспортно-заряжающая машины системы «Ураган-1М» выполнены на базе шасси МЗКТ-7930 «Астролог». Боевая машина способна вести стрельбу реактивными снарядами как от 220-мм систем 9К57 «Ураган», так и от 300-мм систем 9К58 «Смерч»[9]. Направляющие представлены 2 сменными ТПК (по 6 РС 300-мм или по 15 РС 220-мм в каждом[10]) соответствующего калибра[11].
- Бастион-03: разработка украинской компании АвтоКрАЗ, представленный в 2010 году. Боевая часть 9К57 «Ураган» установлена на шасси КрАЗ-6322РА[12].
- Ураган-М[бел.] — белорусская модернизация на шасси МАЗ-6317-05. Включает в себя СПУ 9П140МБ и ТЗМ 9Т452МБ.
- Буран — разработка украинского госпредприятия «Шепетовский ремонтный завод». В качестве шасси использована Tatra T815-7T3RC1. Система оснащена цифровой системой управления огнем, включая систему обмена информацией на поле боя. Кроме имеющихся снарядов для РСЗО «Ураган», система может стрелять реактивными снарядами с увеличенной до 65 км дальностью, разрабатываемых КБ «Южное» в рамках программы «Тайфун-2».[13]

## Боеприпасы

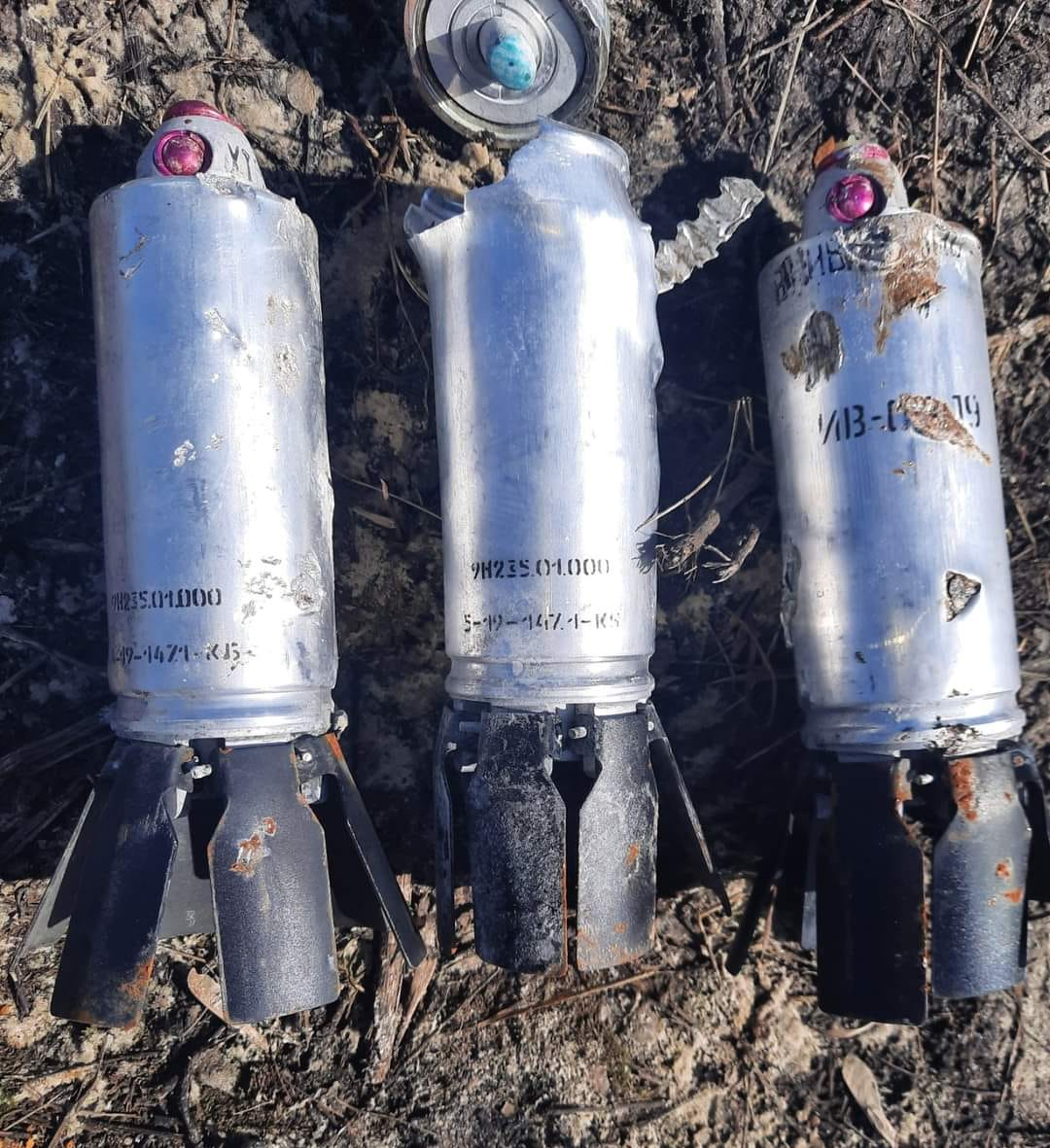
Осколочные боевые элементы 9Н235, применяемые в кассетных боевых частях реактивных снарядов 9М27К и 9M55K

| Номенклатура боеприпасов |           |                   |                   |              |                 |                |                        |
| Индекс снаряда           | Индекс БЧ | Масса снаряда, кг | Длина снаряда, мм | Масса БЧ, кг | Масса ВВ/ОВ, кг | Тип взрывателя | Дальность стрельбы, км |
| Фугасные                 |           |                   |                   |              |                 |                |                        |
| 9М27Ф                    | 9Н128Ф    | 280               | 4832,5            | 100          | 51,9            | контактный     | 10..35                 |
| Термобарические          |           |                   |                   |              |                 |                |                        |
| 9М51                     | 9Н515     | 256               | 5147              | 143,5        | 30,2            | контактный     | 5..13                  |
| Кассетные                |           |                   |                   |              |                 |                |                        |
| 9М27К                    | 9Н128К    | 270               | 5178              | 90           | 30×0,3          | неконтактный   | 10..35                 |
| 9М27К1                   | 9Н516     | 270               | 5178              | 90           | 30×0,3          | неконтактный   | 10..35                 |
| 9М27К2                   | 9Н128К2   | 270               | 5178              | 89,5         | 24×1,1          | неконтактный   | 10..35                 |
| 9М27К3                   | 9Н128К3   | 270               | 5200              | 90           | 312×0,04        | неконтактный   | 8..34                  |
| 9М59                     | 9Н524     | 270               | 5178              | 90           | 9×1,85          | неконтактный   | 10..35                 |
| Зажигательные            |           |                   |                   |              |                 |                |                        |
| 9М27С                    | 9Н128С    |                   |                   |              |                 |                |                        |
| Химические               |           |                   |                   |              |                 |                |                        |
| 9М27                     | 9Н519     |                   |                   |              | 20              | неконтактный   |                        |
| Агитационные             |           |                   |                   |              |                 |                |                        |
| 9М27Д                    | 9Н128Д    |                   |                   |              |                 |                |                        |

При стрельбе на малые дистанции на головную часть РС надевается тормозное кольцо. Твердотопливные ракетные двигатели 9Д159 (9Д160 у 9М51) снабжены зарядами 9X164 или 9Х963 с порохом марки РНДСИ-5КМ, воспламенителем 9Х258, электровоспламенителем ЭВП-27М (9Х317М) или пиропатроном ПП-9РС (9Х264). Скорость горения топлива, импульс тяги и время работы двигателей РС зависит от температуры внешней среды и отличается в допустимых интервалах от — 50 °С до + 50 °С примерно в 2 раза. Боевая часть 9Н128Ф снабжена механическим ракетным взрывателем МРВ-У (9Э244), 9М27С — дистанционным взрывателем 9Э261, 9М27К3 — вышибным зарядом кассет 9Х186. Кассеты кассетных боевых частей снабжены дистанционной 120-секундной трубкой ТМ-120 (9Э245) с выставляемым временем 4-120 с и специальным вышибным зарядом, который взводит взрыватели боевых элементов, сбрасывает обтекатель и производит разброс боевых элементов. Разбросу боевых элементов также способствуют пружины и центробежная сила вращения реактивного снаряда. Устойчивость снарядов в полёте обеспечивается их вращением вокруг продольной оси до 1150 об./мин, начальное вращение придаётся винтовыми пазами направляющих, вдоль которых скользит штифт на корпусе ракеты, после вылета — раскрываемым хвостовым оперением, установленным под некоторым углом. Наличие хвостового оперения учитывается при поправках на боковой ветер, воздействие которого на хвостовую часть с оперением (по типу флюгера) вызывает некоторое отклонение полёта РС в направлении против ветра. РС перевозятся и хранятся в транспортных контейнерах 9Я248 / 9Я248М. При взрыве 51,9 кг ВВ, содержащегося в БЧ РС 9М27Ф, в средней плотности грунте образуется воронка около 3 м глубиной и диаметром 8 м. Боевые элементы 9Н210 РС 9М27К раскидываются на высоте 1—1,5 км, содержат 300 г ВВ (гекфол) каждый, их поражающие элементы в виде роликов способны пробивать стальной лист толщиной 6 мм в радиусе 10 м, толщиной 2 мм — в радиусе 100 м, приведённая площадь поражения каждого боевого элемента по живой силе 1150 м², боевой части — 25 010 м². Боевые элементы 9Н235 разработаны в рамках НИОКР «Попрыгунья». Мины РС 9Н128К2 и 9Н128КЗ снабжены механизмом самоликвидации с максимальным временем до 40 часов, мины РС 9М59 самоликвидируются через 16-24 часа. При залпе 16 РС 9Н128КЗ создаётся противопехотное минное поле площадью около 150 га.

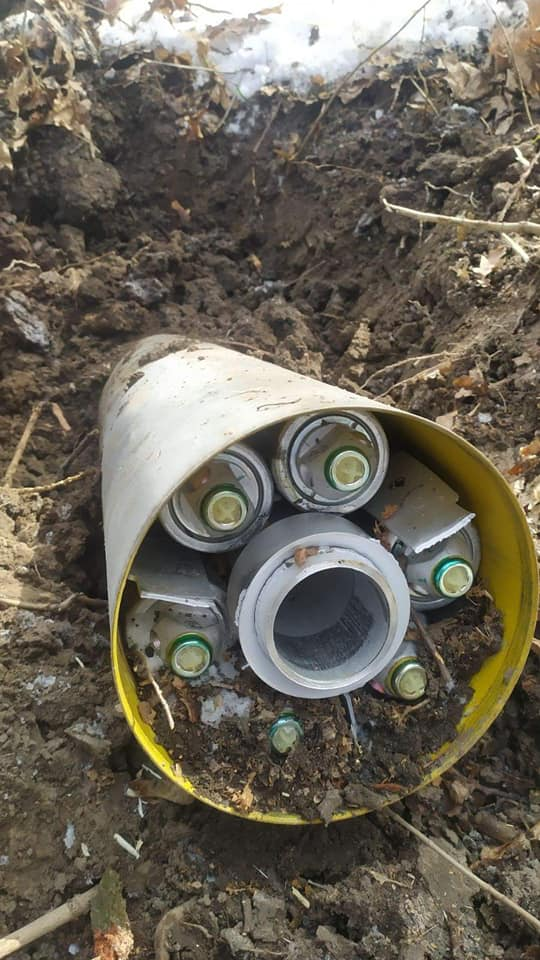
Вскрытая кассетная БЧ РС от «Урагана», видны часть секции кассеты и 6 боевых элементов
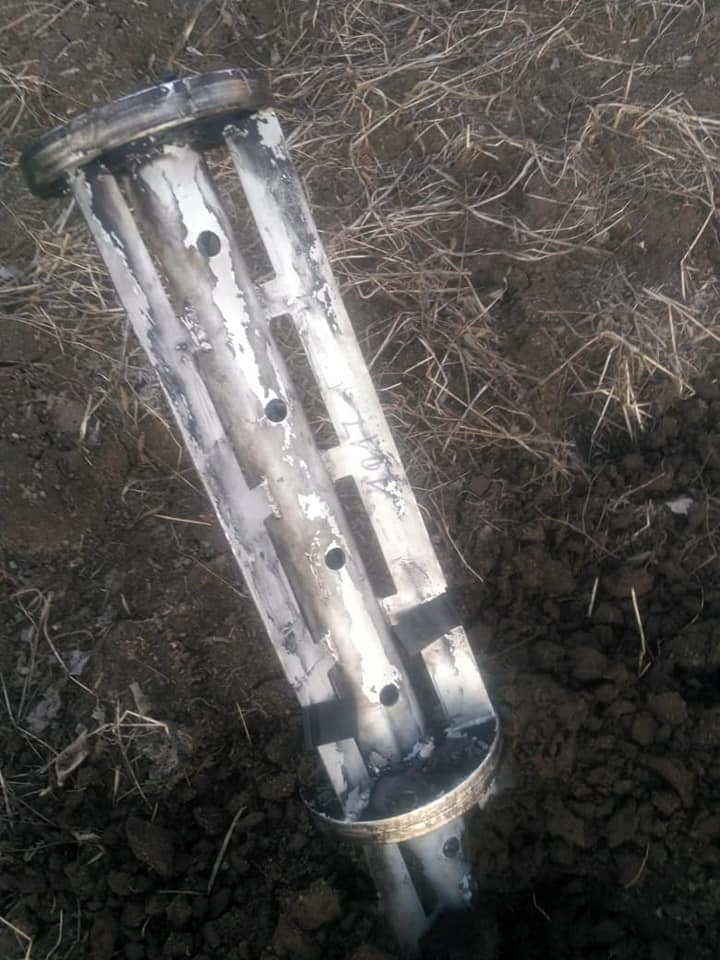
Отработанная кассета РС с кассетной БЧ «Урагана», 1 из секции углублена в почву
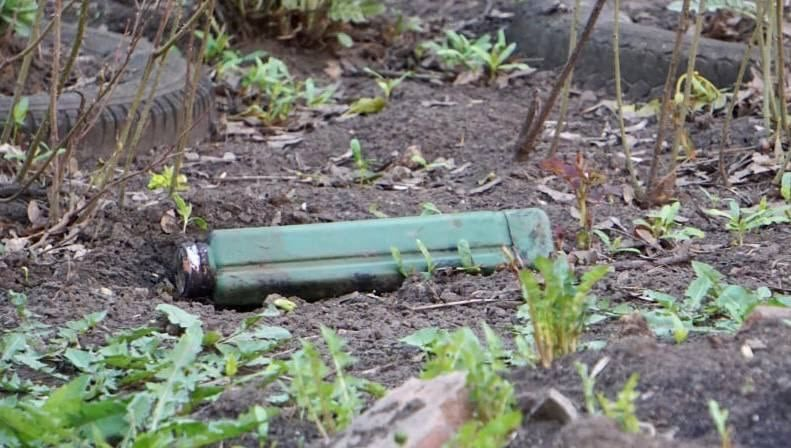
Противотанковая мина ПТМ-1, подобными снаряжаются кассеты БЧ РС 9М27К2

## Операторы

Операторы РСЗО «Ураган» на 2019 год (красное - сняты с вооружения)

- Ангола — 3+ модернизированных в Белоруссии 9П140МБ «Ураган-М» на 2024 год[24]
- Беларусь — 36 9П140 «Ураган», по состоянию на 2024 год.[24]
- Гвинея — 3 9П140 «Ураган», по состоянию на 2024 год.[24] Всего поставлено 4 РСЗО «Ураган»[25]
- Кыргызстан — 6 9П140 «Ураган», по состоянию на 2024 год.[24]
- Молдова — 11 9П140 «Ураган», по состоянию на 2024 год.[24]
- Россия:
  - Сухопутные войска — 175 9П140 «Ураган» и 9К512 «Ураган-М» на вооружении и 550 9П140 на хранении по состоянию на 2025 год[26].
  - Воздушно-десантные войска — некоторое количество 9П140 «Ураган», по состоянию на 2025 год.[27]
- Сирия — некоторое количество 9П140 «Ураган», по состоянию на 2024 год.[24], всего поставлено 36 РСЗО «Ураган»[28]
- Туркменистан — 60 9П140 «Ураган», по состоянию на 2024 год.[24], всего поставлено 54 РСЗО «Ураган»[25]
- Украина:
  -  Сухопутные войска — 35 9П140 «Ураган», по состоянию на 2025 год[29], всего поставлено 139 РСЗО «Ураган»[25]
  - Морская пехота — некоторое количество 9П140 «Ураган», по состоянию на 2025 год.[30]
- Узбекистан — 48 9П140 «Ураган», по состоянию на 2024 год.[24]
- Эритрея — 9 9П140 «Ураган», по состоянию на 2024 год.[24] Поставлены в 2007 году из Белоруссии[31]

Бывшие операторы
- Афганистан — некоторое количество 9П140, по состоянию на 2010 год[32], всего поставлено 18 РСЗО «Ураган»[25]
- Баасистская Сирия — некоторое количество 9П140 «Ураган», по состоянию на 2023 год[33]
- Ирак — всего поставлено 24 РСЗО «Ураган»[25]
- Йемен — всего поставлено 12 РСЗО «Ураган»[25]. Поставки осуществлены из Молдавии в 1994 году[34].
- Казахстан — 180 9П140 «Ураган» на хранении, по состоянию на 2019 год[35]

## Боевое применение
РСЗО 9К57 широко использовалась в боевых действиях в Афганистане.
Применялась российскими вооружёнными силами во время первой и второй войн в Чечне.
Также применялась российскими ВС во время Войны в Грузии в 2008 году.
«Ураганы» широко применялись в ходе Войны на востоке Украины обеими сторонами. Зафиксировано несколько случаев обстрела украинскими войсками центральной части Донецка в октябре 2014 года с использованием выпускаемых РСЗО «Ураган» с кассетной боевой частью, а также использование правительственными силами термобарического снаряда 9М51 для ударов по пророссийским сепаратистам в Донецке, Луганске и Макеевке.
РСЗО 9К57 применялась Cирийской арабской армией во время Гражданской войны в Сирии (например, при освобождении Пальмиры). Также, по некоторым данным, «Ураган» использовали российские вооружённые силы.
Применялась обеими сторонами в ходе Вторжения России в Украину. Использовался Россией для ракетного удара по Часову Яру, вследствие чего погибло 46 мирных жителей и 2 военнослужащих ВСУ. Эксперты Human Rights Watch, а также военные эксперты и аналитики зафиксировали использование Россией РСЗО «Ураган» и нанесение ударов кассетными боеприпасами 9М27К из него по Николаеву, Чернигову, в том числе по детской больнице в Чернигове, Харьковской больнице и другим гражданским объектам. Зафиксировано использование РСЗО «Ураган» с кассетными боеприпасами украинскими войсками для обстрела села Гусаровка в Харьковской области , а также применение этой системы украинскими военными для обстрелов города Изюма и его окрестностей с применением кассетных боеприпасов и боеприпасов, снаряжённых противопехотными минами ПФМ-1, что привело к гибели как минимум 19 мирных жителей.

## Сравнение с аналогами
| Параметры                                  | СССР Реактивный снаряд 9М27Ф | СССР Реактивный снаряд 9М27К | США Реактивный снаряд (в ТПК) M26 / M26A1 (сняты с вооружения) MLRS M270 | США Реактивный снаряд (в ТПК) M31A2 GMLRS РСЗО M270A1 | Израиль Реактивный снаряд · (в ТПК) Mk-2/ Mk-4 РСЗО LAR-160 | Турция Реактивный снаряд · (в ТПК) TRG-230 РСЗО MBRL | Турция Реактивный снаряд · (в ТПК) TRLG-230 РСЗО MBRL | Китай Реактивный снаряд · (в ТПК) · King Dragon 60 GR1 · РСЗО SR-5 |
| Дальность                                  | 10 — 35 км                   | 10 — 35 км                   | 15 — 32 км/ 15 — 45 км                                                   | 15 — 84 км                                            | 7 — 34 км/ 7 — 45 км                                        | 20 — 70 км                                           | 20 — 70 км                                            | 25 — 70 км                                                         |
| Калибр                                     | 220 мм                       | 220 мм                       | 227 мм                                                                   | 227 мм                                                | 160 мм                                                      | 230 мм                                               | 230 мм                                                | 220 мм                                                             |
| Тип БЧ                                     | фугасная                     | кассетная                    | кассетная                                                                | фугасная                                              | кассетная или фугасная                                      | осколочно-фугасная                                   | осколочно-фугасная                                    | фугасная                                                           |
| Масса БЧ                                   | 100 кг                       | 90 кг                        | 156 кг/ ? кг                                                             | 91 кг                                                 | 46 кг / ? кг                                                | 42 кr                                                | 42 кr                                                 | ? кг                                                               |
| Вес                                        | 280 кг                       | 270 кг                       | 306 кг / 296 кг                                                          | 303 кг                                                | 110 кг / ? кг                                               | 215 кг                                               | 210 кг                                                | 300 кг                                                             |
| Длина                                      | 4832,5 мм                    | 5178 мм                      | 3937 мм                                                                  | 3937 мм                                               | 3314 мм / 3470 мм                                           | ? мм                                                 | ? мм                                                  | ? мм                                                               |
| Управление                                 | Неуправляемый                | Неуправляемый                | Неуправляемый                                                            | Корректируемый                                        | Неуправляемый                                               | Корректируемый                                       | Корректируемый                                        | Корректируемый                                                     |
| Автокоррекция                              | нет                          | нет                          | нет                                                                      | Инерциальное + GPS                                    | нет                                                         | Инерциальное + GPS (ГЛОНАСС)                         | Инерциальное + GPS (ГЛОНАСС) + лазерное наведение     | Инерциальное + GPS + лазерное наведение                            |
| Круговое отклонение                        | до ? м                       | до ? м                       | ? м                                                                      | до 7 м                                                | ? м                                                         | до 10 м                                              | до 2 м                                                | до 3 м                                                             |
| Число направляющих БМ(ПУ)                  | 16                           | 16                           | 12                                                                       | 12 / 6 (М270 / М142)                                  | 36                                                          | 12                                                   | 12                                                    | 12                                                                 |
| Время полного залпа                        | 20 сек                       | 20 сек                       | ?                                                                        | ?                                                     | 18 сек                                                      | ?                                                    | ?                                                     | ?                                                                  |
| Время перезарядки                          | 15 мин                       | 15 мин                       | 4 мин                                                                    | 3 мин                                                 | 10 мин                                                      | ?                                                    | ?                                                     | 10 мин                                                             |
| Расчёт БМ/ПУ                               | 4 человека                   | 4 человека                   | 3 человека                                                               | 3 человека                                            | 5-6 человек                                                 | ?                                                    | ?                                                     | 3 человека                                                         |
| Боевая машина (пусковая установка) / шасси | 9П140 / ЗИЛ-135ЛМ            | 9П140 / ЗИЛ-135ЛМ            | М270 / Bradley                                                           | М270A1 / Bradley M142 / FMTV                          | LAR-160 / М-548                                             | MBRL / тактическое шасси 8х8                         | MBRL / тактическое шасси 8х8                          | SR-5 / Taian TA5310                                                |

Наиболее близкой по параметрам к РСЗО «Ураган» была РСЗО M270, принятая на вооружение Армии США в 1983 году. На тот момент она также была вооружена только неуправляемыми реактивными снарядами M26 с кассетной боевой частью (644 кумулятивно-осколочных субэлементов M77) и дальностью полёта до 32 км. В 1992-? году M270 получила на вооружение модернизированные реактивные снаряды M26A1 (ER-MLRS) (программа производства реактивных снарядов с увеличенной дальностью полета, получившая обозначение ER-MLRS (англ: Extended Range MLRS Rocket), была начата в 1996 г.), также с кассетной БЧ (518 кумулятивно-осколочных субэлементов M85) и дальностью полёта уже до 45 км. После принятия на вооружение в 2004 году для M270/M142 корректируемых реактивных снарядов M30, началось плановое уничтожение РС серии M26, а в 2009 году они были сняты с вооружения Армии США. Таким образом, с 2009 года в боекомплектах РСЗО M270/M142 (калибра 227 мм) находятся только корректируемые реактивные снаряды GMLRS серий M30 (осколочная БЧ) и M31 (фугасная БЧ).
Из наиболее известных в мире РСЗО (близких по параметрам к «Урагану») на данное время НУРСы (Mk-2, Mk-4) есть на вооружении только в израильской системе LAR-160. В то же время, по имеющейся информации, в 2010 году компания IMI завершила разработку 160-мм корректируемого реактивного снаряда ACCULAR для системы LAR-160. Наведение РС осуществляется корректировкой траектории полета микроракетными двигателями комбинированной GPS+инерциальной навигационной системой.
Все перечисленные в таблице системы, в отличие от «Урагана», стреляют реактивными снарядами, размещёнными в транспортно-пусковых контейнерах (ТПК). Это значительно снижает время и упрощает перезаряжание пусковой установки. Также, благодаря этому, M270, SR-5 и MBRL являются мультикалиберными системами, которые могут использовать реактивные снаряды и ракеты других калибров и тактико-технических характеристик. В частности, турецкая MBRL (Multi-Barrel Rocket Launcher) предназначена для запуска как неуправляемых и корректируемых реактивных снарядов калибром 122 мм, 230 мм, 300 мм, так и оперативно-тактических ракет KHAN калибром 610 мм.

## Изображения

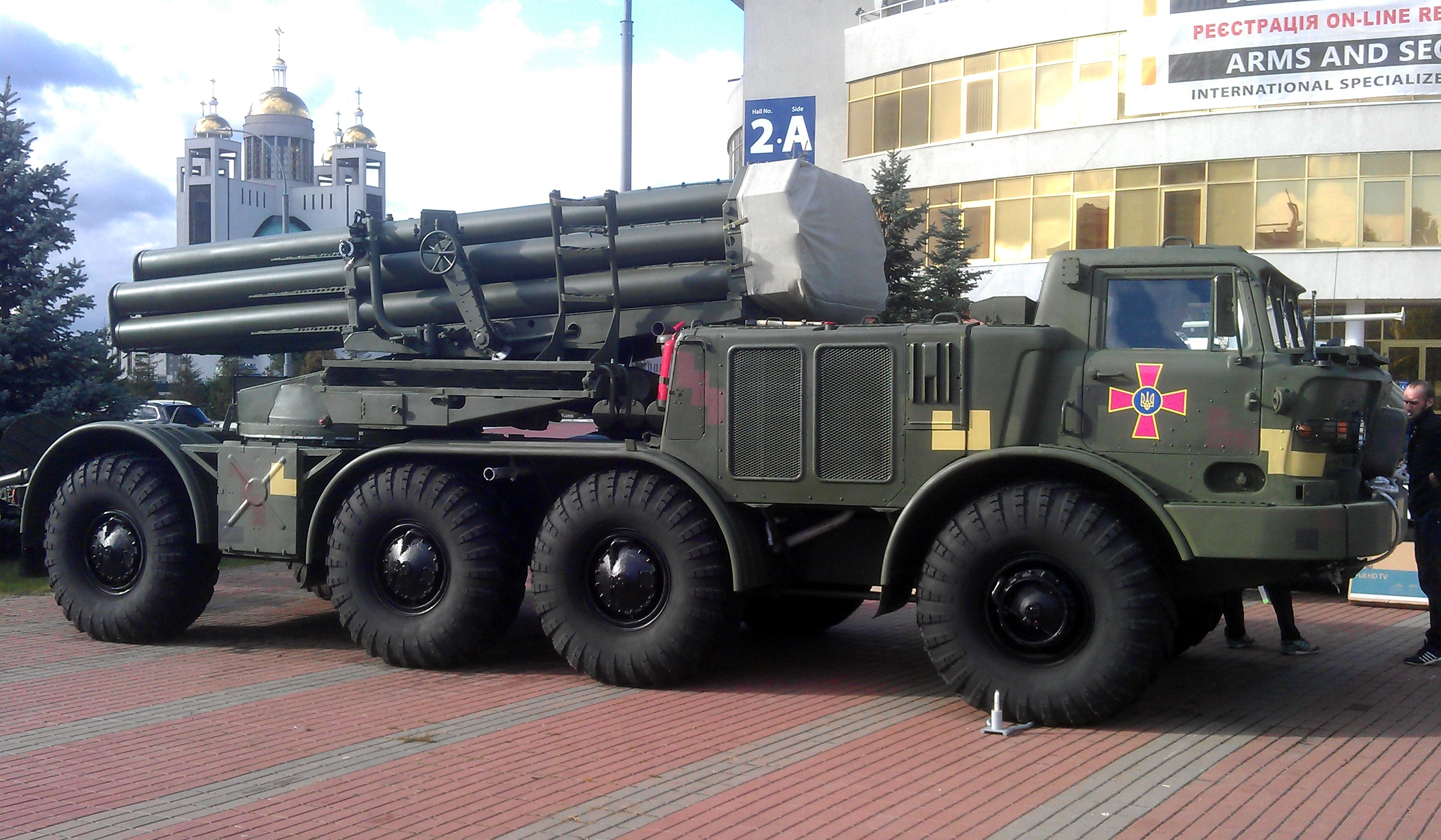
БМ 9П140 в походном положении на выставке «Зброя та безпека». Киев, 2017 год
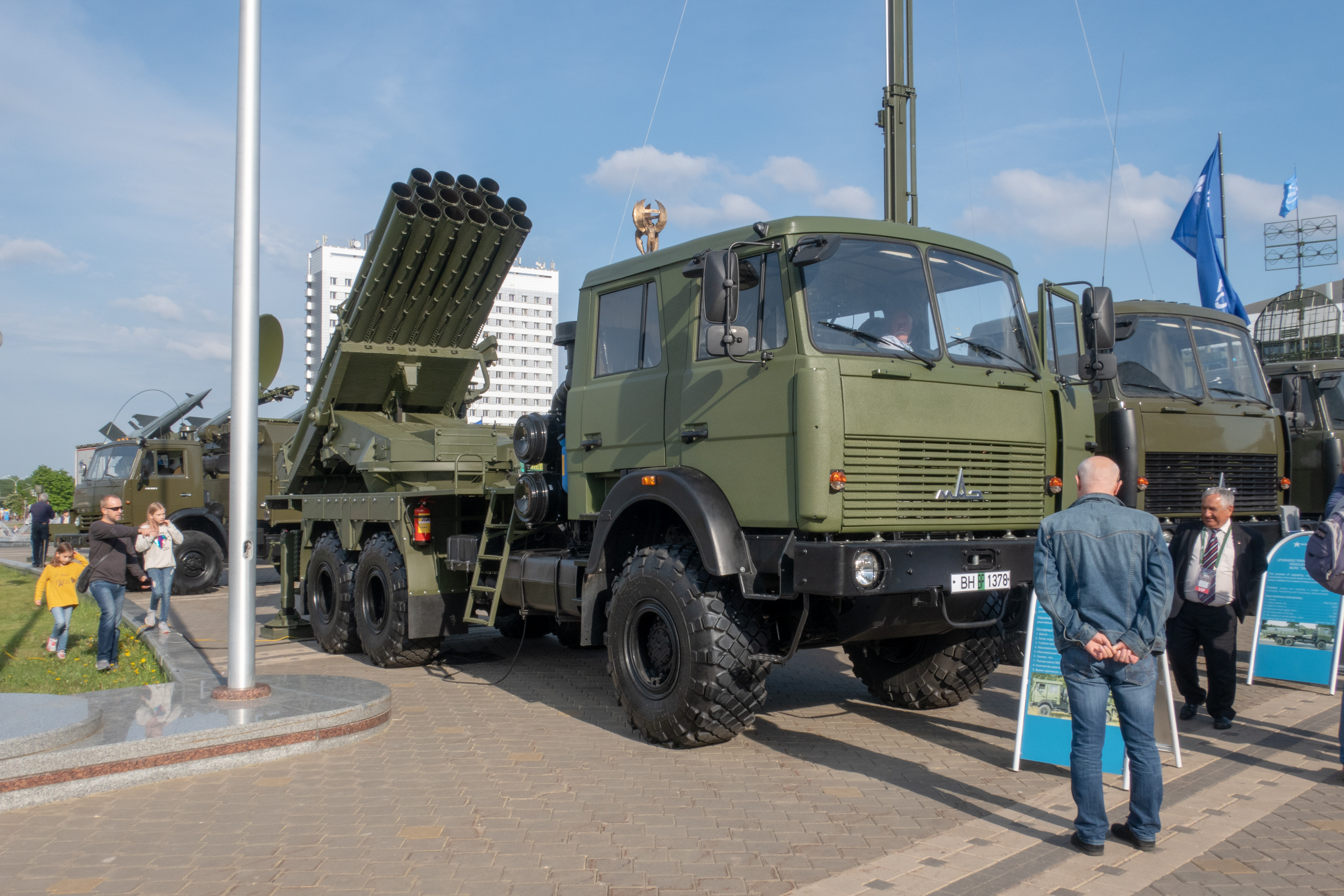
Белорусская модернизация СПУ 9П140МБ на шасси МАЗ-631705 на выставке Milex-2019. 17 мая 2019 года
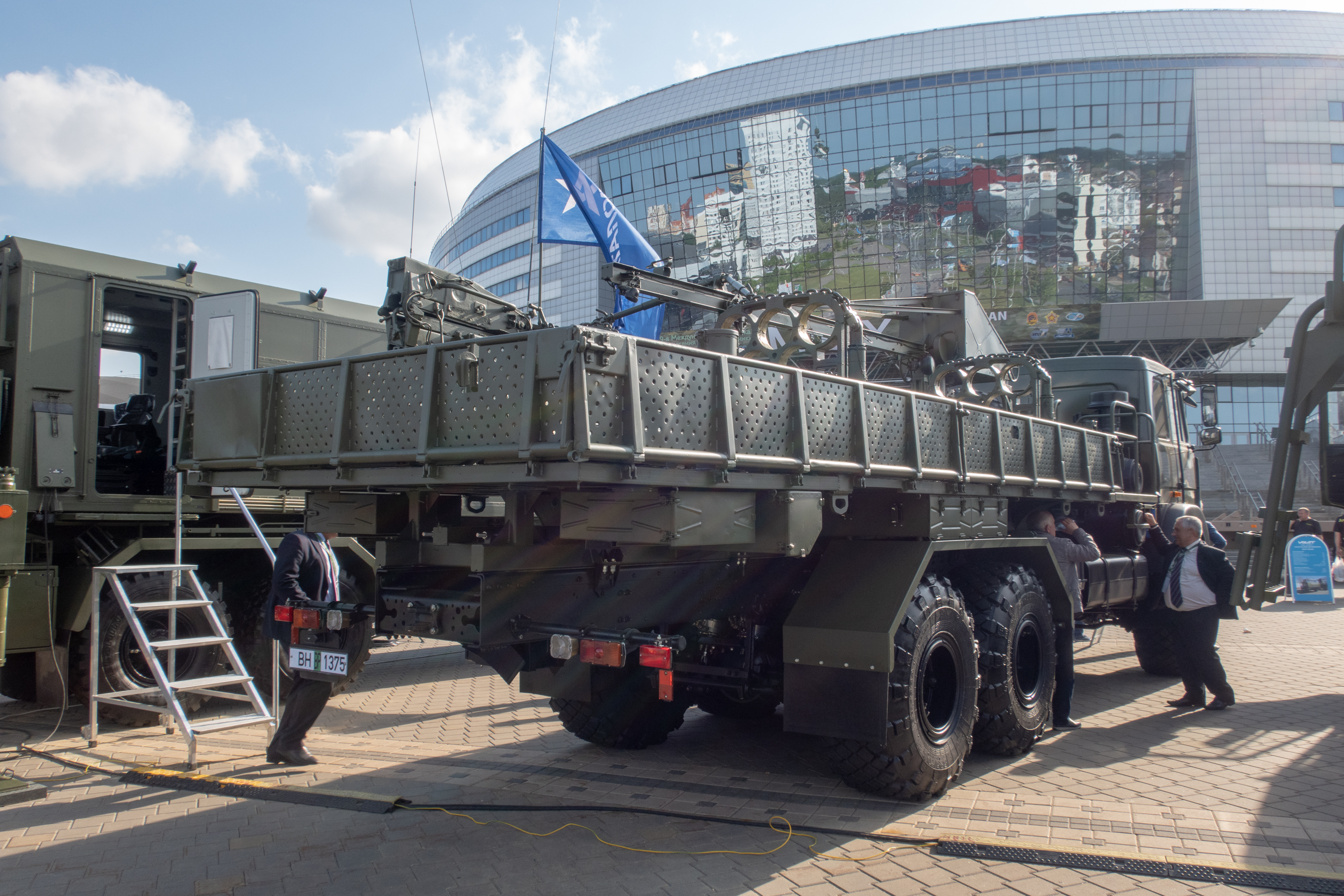
ТЗМ 9Т452МБ на шасси МАЗ-631705 на выставке Milex-2019. 17 мая 2019 года
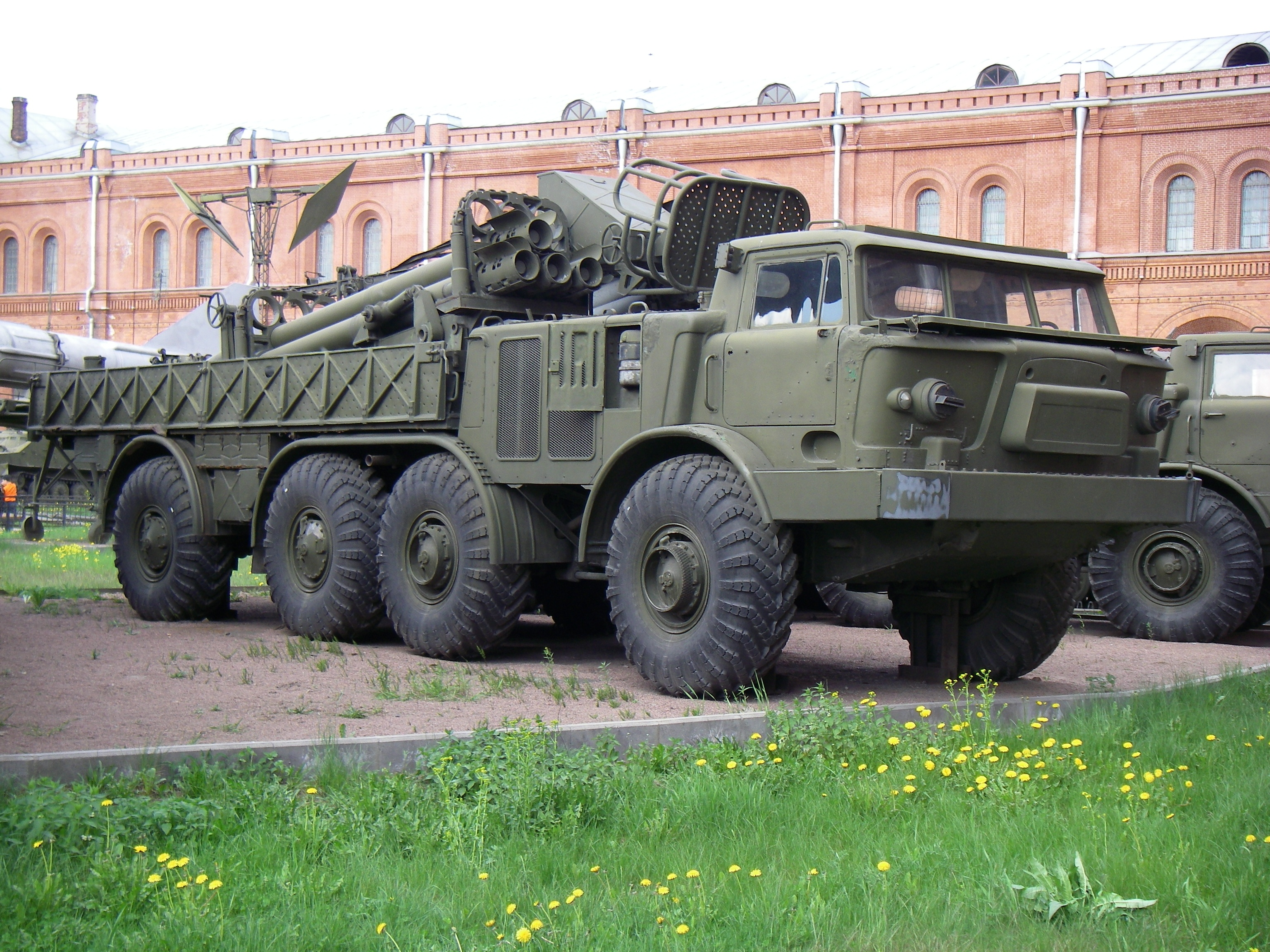
Транспортно-заряжающая машина 9T452 РСЗО 9К57 «Ураган»
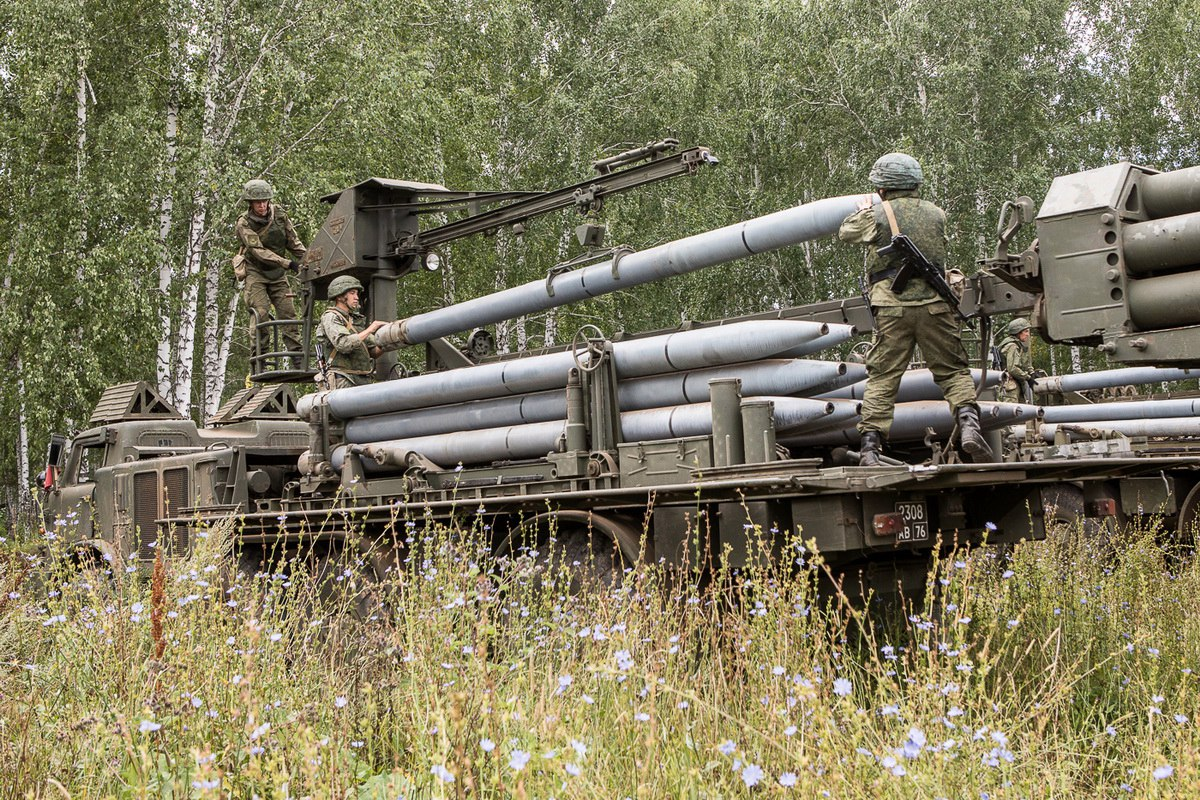
Заряжание БМ 9П140 из ТЗМ 9T452
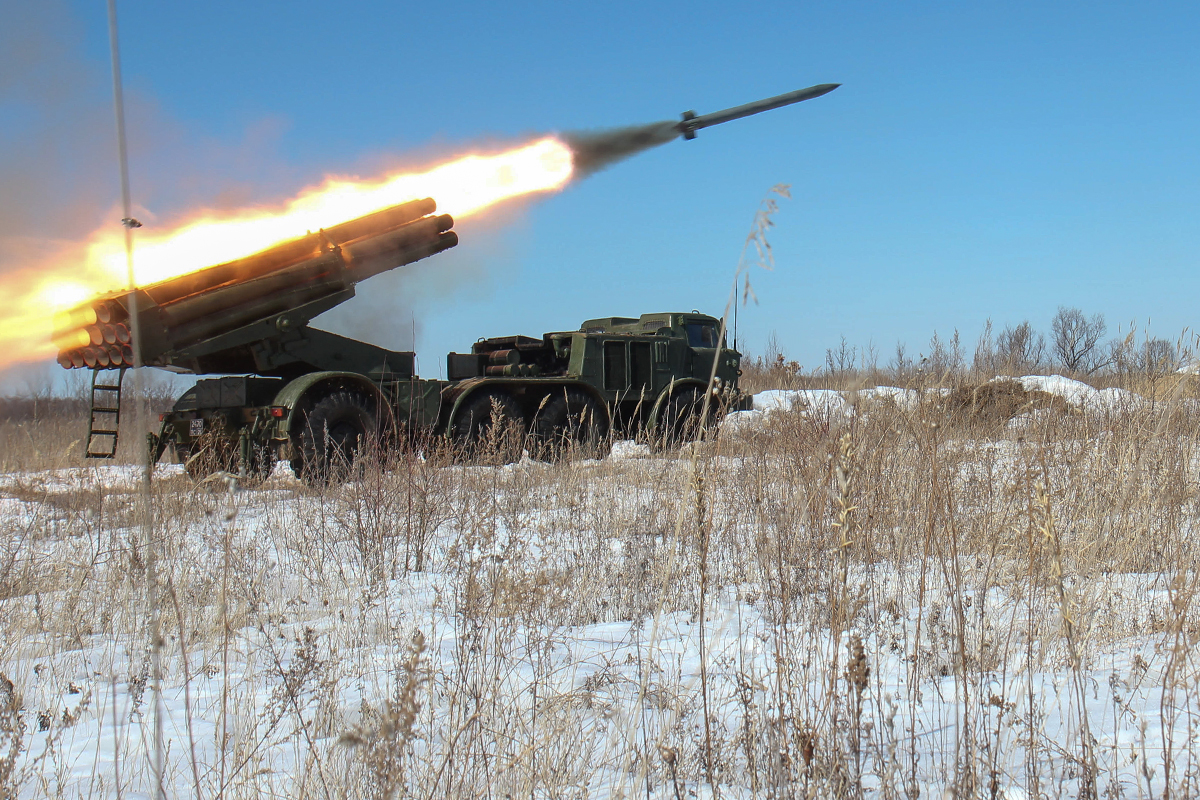
Реактивный снаряд в момент выстрела из БМ 9П140
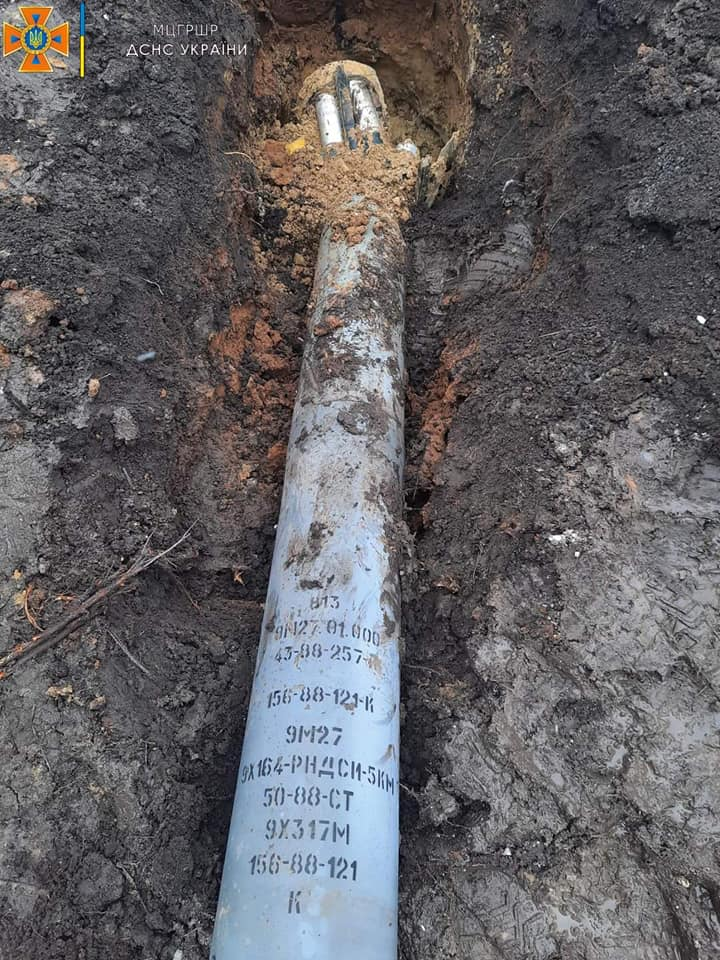
Неразорвавшийся РС 9М27, был снабжён зарядом двигателя 9X164 и электровоспламенителем запуска 9Х317М
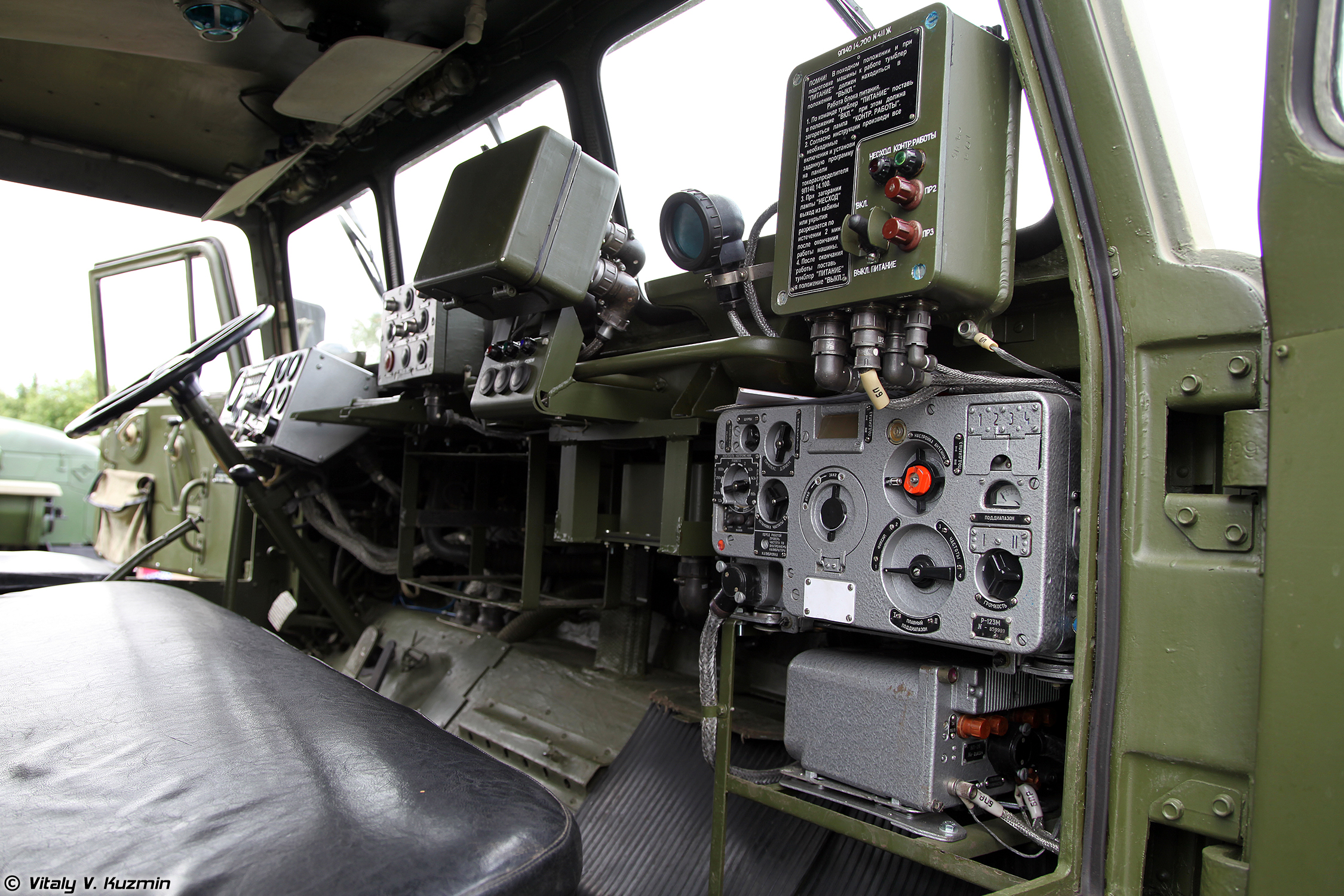
Приборные панели кабины БМ 9П140
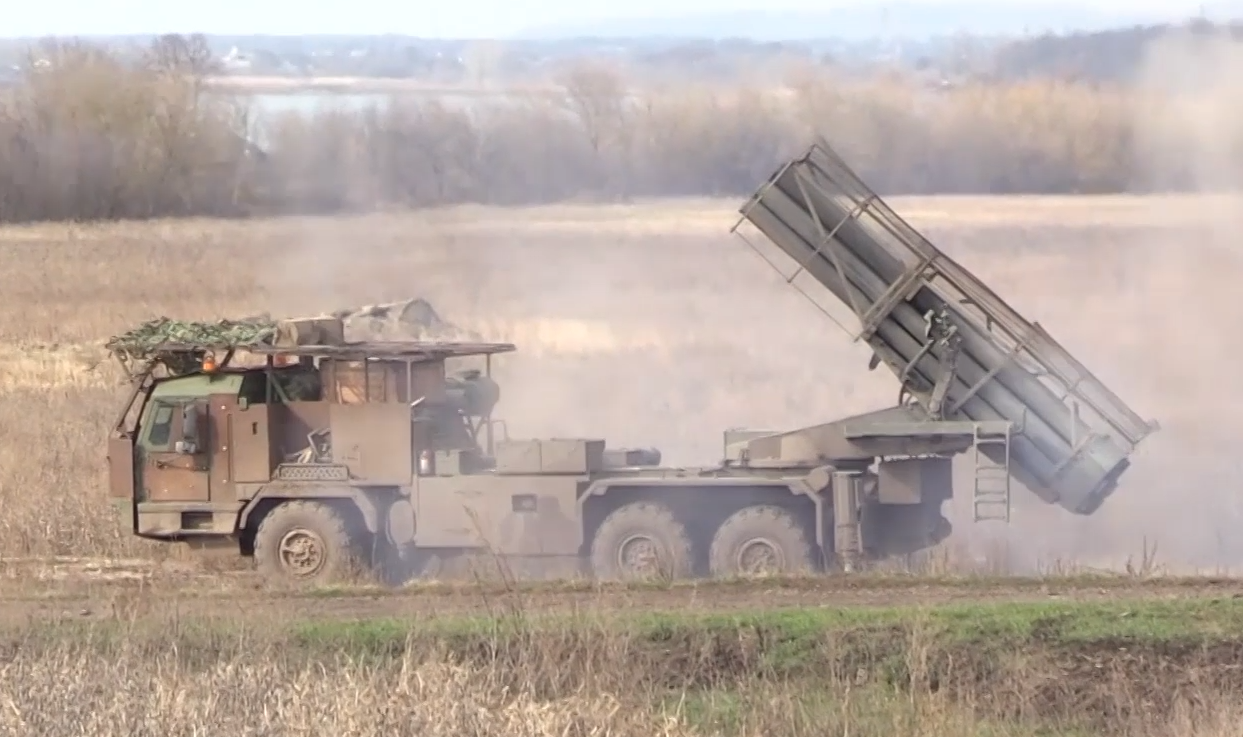
Российская модернизация СПУ на шасси БАЗ-69092. 2025 год

## Комментарии
1. ↑  Масса снаряда без взрывателя.
2. ↑  Кассетная головная часть содержит 30 осколочно-фугасных боевых элементов 9Н210 массой 1,85 кг. В каждом боевом элементе содержится по 370 готовых осколков по 2 г.
3. ↑  Кассетная головная часть содержит 30 осколочных боевых элементов 9Н235 массой 1,75 кг. В каждом элементе содержится по 96 поражающих осколков весом по 4,5 г и 360 поражающих осколков весом по 0,75 г. Взрыв элементов происходит с надземным подскоком.
4. ↑  Кассетная головная часть содержит 24 противотанковые мины нажимного типа ПТМ-1 (9Н211).
5. ↑  Кассетная головная часть содержит 320 противопехотных мин ПФМ-1С (9Н212) в 12 кассетах 9Н223.
6. ↑  Кассетная головная часть содержит 9 противотанковых мин электромагнитного типа ПТМ-3.
7. ↑  Отравляющее вещество Р-55 (Зоман).